# 1970年メキシコグランプリ
1970年メキシコグランプリ (1970 Mexican Grand Prix) は、1970年のF1世界選手権第13戦（最終戦）として、1970年10月25日にマグダレナ・ミクスカで開催された。
レースは65周で行われ、フェラーリのジャッキー・イクスが3番手スタートから優勝した。チームメイトのクレイ・レガツォーニが2位、マクラーレンのデニス・ハルムが3位となった。

## エントリー
前戦アメリカGPでヨッヘン・リントのドライバーズチャンピオンとロータスのコンストラクターズチャンピオンが決定し、主催者は18台以上のマシンを走らせる余裕がなく、主要8チーム（ティレル、フェラーリ、マトラ、マクラーレン、マーチ、ブラバム、BRM、ロータス）の各2台に縮小された。これに加えて出場が許可された2台は、ロブ・ウォーカーのグラハム・ヒルとサーティースのジョン・サーティースであった。
ジャック・ブラバムは本レースを最後に引退することを決心した。ブラバムはレース後に引退を表明することにしていたが、金曜日にメディアから引退報道が発信されてしまい、同日引退を表明した。

### エントリーリスト
| チーム                                              | No. | ドライバー                     | コンストラクター | シャシー | エンジン                         | タイヤ |
| --------------------------------------------------- | --- | ------------------------------ | ---------------- | -------- | -------------------------------- | ------ |
| ティレル・レーシング・オーガニゼーション            | 1   | ジャッキー・スチュワート       | ティレル         | 001      | フォード・コスワース DFV 3.0L V8 | D      |
| ティレル・レーシング・オーガニゼーション            | 2   | フランソワ・セベール           | マーチ           | 701      | フォード・コスワース DFV 3.0L V8 | D      |
| スクーデリア・フェラーリ SpA SEFAC                  | 3   | ジャッキー・イクス             | フェラーリ       | 312B     | フェラーリ 001 3.0L F12          | F      |
| スクーデリア・フェラーリ SpA SEFAC                  | 4   | クレイ・レガツォーニ           | フェラーリ       | 312B     | フェラーリ 001 3.0L F12          | F      |
| エキップ・マトラ・エルフ                            | 6   | ジャン＝ピエール・ベルトワーズ | マトラ           | MS120    | マトラ MS12 3.0L V12             | G      |
| エキップ・マトラ・エルフ                            | 7   | アンリ・ペスカロロ             | マトラ           | MS120    | マトラ MS12 3.0L V12             | G      |
| ブルース・マクラーレン・モーターレーシング          | 8   | デニス・ハルム                 | マクラーレン     | M14A     | フォード・コスワース DFV 3.0L V8 | G      |
| ブルース・マクラーレン・モーターレーシング          | 9   | ピーター・ゲシン               | マクラーレン     | M14A     | フォード・コスワース DFV 3.0L V8 | G      |
| マーチ・エンジニアリング                            | 11  | ジョー・シフェール             | マーチ           | 701      | フォード・コスワース DFV 3.0L V8 | F      |
| マーチ・エンジニアリング                            | 12  | クリス・エイモン               | マーチ           | 701      | フォード・コスワース DFV 3.0L V8 | F      |
| ブルックボンド・オクソ・レーシング/ロブ・ウォーカー | 14  | グラハム・ヒル                 | ロータス         | 72C      | フォード・コスワース DFV 3.0L V8 | F      |
| モーターレーシング・ディベロップメンツ・リミテッド  | 15  | ジャック・ブラバム             | ブラバム         | BT33     | フォード・コスワース DFV 3.0L V8 | G      |
| アウト・モトール・ウント・シュポルト                | 16  | ロルフ・シュトメレン           | ブラバム         | BT33     | フォード・コスワース DFV 3.0L V8 | G      |
| チーム・サーティース                                | 17  | ジョン・サーティース           | サーティース     | TS7      | フォード・コスワース DFV 3.0L V8 | F      |
| ヤードレー・チーム・BRM                             | 19  | ペドロ・ロドリゲス             | BRM              | P153     | BRM P142 3.0L V12                | D      |
| ヤードレー・チーム・BRM                             | 20  | ジャッキー・オリバー           | BRM              | P153     | BRM P142 3.0L V12                | D      |
| ゴールドリーフ・チーム・ロータス                    | 23  | レイネ・ウィセル               | ロータス         | 72C      | フォード・コスワース DFV 3.0L V8 | F      |
| ゴールドリーフ・チーム・ロータス                    | 24  | エマーソン・フィッティパルディ | ロータス         | 72C      | フォード・コスワース DFV 3.0L V8 | F      |
| ソース:                                             |     |                                |                  |          |                                  |        |

## 予選
本命と見られたジャッキー・スチュワートとジャッキー・イクスを抑え、クレイ・レガツォーニがポールポジションを獲得した。スチュワートは2番手、イクスは3番手であった。イクスと2列目に並んだのは引退を表明したジャック・ブラバムで、3列目はクリス・エイモンとジャン＝ピエール・ベルトワーズが並ぶ。前戦アメリカGPの勝者エマーソン・フィッティパルディはエンジントラブルに見舞われて最下位に終わった。

### 予選結果
| 順位    | No. | ドライバー                     | コンストラクター      | タイム  | 差    | グリッド |
| ------- | --- | ------------------------------ | --------------------- | ------- | ----- | -------- |
| 1       | 4   | クレイ・レガツォーニ           | フェラーリ            | 1:41.86 | -     | 1        |
| 2       | 1   | ジャッキー・スチュワート       | ティレル-フォード     | 1:41.88 | +0.02 | 2        |
| 3       | 3   | ジャッキー・イクス             | フェラーリ            | 1:42.41 | +0.55 | 3        |
| 4       | 15  | ジャック・ブラバム             | ブラバム-フォード     | 1:43.57 | +1.71 | 4        |
| 5       | 12  | クリス・エイモン               | マーチ-フォード       | 1:43.71 | +1.85 | 5        |
| 6       | 6   | ジャン＝ピエール・ベルトワーズ | マトラ                | 1:43.82 | +1.96 | 6        |
| 7       | 19  | ペドロ・ロドリゲス             | BRM                   | 1:44.01 | +2.15 | 7        |
| 8       | 14  | グラハム・ヒル                 | ロータス-フォード     | 1:44.13 | +2.27 | 8        |
| 9       | 2   | フランソワ・セベール           | マーチ-フォード       | 1:44.21 | +2.35 | 9        |
| 10      | 9   | ピーター・ゲシン               | マクラーレン-フォード | 1:44.46 | +2.60 | 10       |
| 11      | 7   | アンリ・ペスカロロ             | マトラ                | 1:44.55 | +2.69 | 11       |
| 12      | 23  | レイネ・ウィセル               | ロータス-フォード     | 1:44.59 | +2.73 | 12       |
| 13      | 20  | ジャッキー・オリバー           | BRM                   | 1:44.70 | +2.84 | 13       |
| 14      | 8   | デニス・ハルム                 | マクラーレン-フォード | 1:44.95 | +3.09 | 14       |
| 15      | 17  | ジョン・サーティース           | サーティース-フォード | 1:45.03 | +3.17 | 15       |
| 16      | 11  | ジョー・シフェール             | マーチ-フォード       | 1:46.15 | +4.29 | 16       |
| 17      | 16  | ロルフ・シュトメレン           | ブラバム-フォード     | 1:46.30 | +4.44 | 17       |
| 18      | 24  | エマーソン・フィッティパルディ | ロータス-フォード     | 1:48.13 | +6.27 | 18       |
| ソース: |     |                                |                       |         |       |          |

## 決勝
レース当日は20万人もの観衆が押しかけ、ガードレールを飛び越えてコース脇の芝生に陣取る者もいた。主催者はレースを中止にすると暴動が起きるのではないかと恐れ、ジャッキー・スチュワートとペドロ・ロドリゲスは観客にマイクを通して訴えた。警官が観客を安全な場所に移動させるため、レース開始は1時間遅れた。しかし、レース中も観客がコースを横切るなど混乱は続いた。
レース序盤はジャッキー・イクスがスチュワートとクレイ・レガツォーニをリードしたが、スチュワートはステアリングコラムのトラブルにより後退し、コース上に逃げた犬と接触したことによりサスペンションが壊れ、リタイアに追い込まれた。スチュワートがティレル・001を走らせた終盤3戦は全てリタイアに終わったが、その3戦全てで首位争いを演じたことでティレル・001の高い潜在能力を示した。これでフェラーリ勢が1-2体制を築いてレースを支配した。ジャック・ブラバムは3位を走行していたが、53周目にエンジンがブローしてしまい、F1最後のレースはリタイアに終わった。ブラバムはチームを共同創設者のロン・トーラナックに託し、故郷のオーストラリアへ帰っていった。イクスとレガツォーニのフェラーリ勢はそのまま1-2フィニッシュを達成し、シーズンの最後に花を添えた。フェラーリ・312Bはフォード・コスワース・DFVエンジン搭載車に十分対抗できるだけの性能があることを証明し、同車に搭載された水平対向12気筒エンジンがこの年のF1最強エンジンという定評を得るに至った。一方、DFVはシーズンを通してエンジントラブルが目立ち、「DFV時代にも翳りが見えた」とも言われた。フェラーリ勢に続き3位表彰台を獲得したのはデニス・ハルムで、チームオーナーのブルース・マクラーレンの事故死で揺れたマクラーレンをチーム代表のテディ・メイヤーとともに支え、この年のCan-Amを制するとともに、F1ではヨッヘン・リントとフェラーリ勢に続くドライバーズランキング4位を確保した。タイヤメーカーのダンロップはこの年をもってF1から撤退した。この年のタイヤメーカー3社の勝利数は、ファイアストンがロータスとフェラーリによって10勝、ダンロップはBRMとティレル（マシンはマーチ）によって2勝、グッドイヤーはブラバムによる1勝にとどまった。
観客たちによる無秩序さが安全性の観点で問題となり、メキシコGPが翌年のF1カレンダーから外される要因となった。メキシコGPが再開されるのは16年後の1986年である。

### レース結果
| 順位    | No. | ドライバー                     | コンストラクター      | 周回数 | タイム/リタイア原因 | グリッド | ポイント |
| ------- | --- | ------------------------------ | --------------------- | ------ | ------------------- | -------- | -------- |
| 1       | 3   | ジャッキー・イクス             | フェラーリ            | 65     | 1:53:28.36          | 3        | 9        |
| 2       | 4   | クレイ・レガツォーニ           | フェラーリ            | 65     | +24.64              | 1        | 6        |
| 3       | 8   | デニス・ハルム                 | マクラーレン-フォード | 65     | +45.97              | 14       | 4        |
| 4       | 12  | クリス・エイモン               | マーチ-フォード       | 65     | +47.05              | 5        | 3        |
| 5       | 6   | ジャン＝ピエール・ベルトワーズ | マトラ                | 65     | +50.11              | 6        | 2        |
| 6       | 19  | ペドロ・ロドリゲス             | BRM                   | 65     | +1:24.76            | 7        | 1        |
| 7       | 20  | ジャッキー・オリバー           | BRM                   | 64     | +1 Lap              | 13       |          |
| 8       | 17  | ジョン・サーティース           | サーティース-フォード | 64     | +1 Lap              | 15       |          |
| 9       | 7   | アンリ・ペスカロロ             | マトラ                | 61     | +4 Laps             | 11       |          |
| NC      | 23  | レイネ・ウィセル               | ロータス-フォード     | 56     | 規定周回数不足      | 12       |          |
| Ret     | 15  | ジャック・ブラバム             | ブラバム-フォード     | 52     | エンジン            | 4        |          |
| Ret     | 1   | ジャッキー・スチュワート       | ティレル-フォード     | 33     | サスペンション      | 2        |          |
| Ret     | 9   | ピーター・ゲシン               | マクラーレン-フォード | 27     | エンジン            | 10       |          |
| Ret     | 16  | ロルフ・シュトメレン           | ブラバム-フォード     | 15     | 燃料システム        | 17       |          |
| Ret     | 2   | フランソワ・セベール           | マーチ-フォード       | 8      | エンジン            | 9        |          |
| Ret     | 14  | グラハム・ヒル                 | ロータス-フォード     | 4      | オーバーヒート      | 8        |          |
| Ret     | 11  | ジョー・シフェール             | マーチ-フォード       | 3      | エンジン            | 16       |          |
| Ret     | 24  | エマーソン・フィッティパルディ | ロータス-フォード     | 1      | エンジン            | 18       |          |
| ソース: |     |                                |                       |        |                     |          |          |

優勝者ジャッキー・イクスの平均速度
171.848 km/h (106.781 mph)
ファステストラップ
- ジャッキー・イクス - 1:43.11（46周目）

ラップリーダー
太字は最多ラップリーダー
- クレイ・レガツォーニ - 1周 (Lap 1)
- ジャッキー・イクス - 64周 (Lap 2-65)

## ランキング
|         | 順位 | ドライバー               | ポイント |
| ------- | ---- | ------------------------ | -------- |
|         | 1    | ヨッヘン・リント         | 45       |
|         | 2    | ジャッキー・イクス       | 40       |
|         | 3    | クレイ・レガツォーニ     | 33       |
| 2       | 4    | デニス・ハルム           | 27       |
| 1       | 5    | ジャッキー・スチュワート | 25       |
| ソース: |      |                          |          |

|         | 順位 | コンストラクター      | ポイント |
| ------- | ---- | --------------------- | -------- |
|         | 1    | ロータス-フォード     | 59       |
|         | 2    | フェラーリ            | 52 (55)  |
|         | 3    | マーチ-フォード       | 48       |
|         | 4    | ブラバム-フォード     | 35       |
|         | 5    | マクラーレン-フォード | 35       |
| ソース: |      |                       |          |

- 注: トップ5のみ表示。前半7戦のうちベスト6戦及び後半6戦のうちベスト5戦がカウントされる。ポイントは有効ポイント、括弧内は総獲得ポイント。